# Tony Dalton
Álvaro Luis Bernat „Tony” Dalton (ur. 13 lutego 1975 w Laredo) – amerykańsko-meksykański aktor, scenarzysta i producent, najbardziej znany ze swojej roli operatora kartelu jako Eduardo „Lalo” Salamanca w serialu Zadzwoń do Saula (Better Call Saul).

## Kariera
Ukończył Lee Strasberg Theatre and Film Institute w Nowym Jorku. Występował na Off-Broadwayu w przedstawieniach takich jak Ballada o smutnej knajpie Carson McCullers, Lot nad kukułczym gniazdem Kena Keseya i Tramwaj zwany pożądaniem Tennessee Williamsa. W 2001 rozpoczął karierę na małym ekranie w programie pod tytułem No te Equivoques. W 2002 zagrał w telenoweli Clase 406. W latach 2004–2006 wcielił się w rolę Gastóna w telenoweli Zbuntowani.

## Filmografia
- 1997: Minotaur jako student
- 2000: Ramona jako Tom
- 2002: Clase 406 jako Dagoberto „Dago” García
- 2004: Porywacze, zapaśnik i papuga (Matando Cabos) jako Javier „Jaque” (także scenariusz)
- 2004–2006: Zbuntowani (Rebelde) jako Gaston
- 2006: Mujer alabastrina
- 2006: Efectos secundarios jako Gerardo
- 2007: Sultanes del sur jako Carlos Sanchez (także scenariusz)
- 2008: Los Simuladores jako Santos
- 2008: Amar jako Joel
- 2008–2010: Kapadocja jako Augusto Mateos
- 2011: Colombiana jako pracownik amerykańskiej ambasady
- 2011: Flor Salvaje jako Don Rafael Urrieta
- 2013–2018: Sr. Ávila jako Roberto Ávila
- 2015: Dueños del paraíso jako Renato Maldonado
- 2016–2017: Sense8 jako agent Lito
- 2018–2022: Zadzwoń do Saula jako Eduardo „Lalo” Salamanca